# Louis Tolhausen
Louis Tolhausen (* 1817 in Frankfurt am Main; † 1904) war ein deutscher Romanist, Hispanist  und Lexikograf.

## Leben und Werk
Der frankophile Ludwig Tolhausen nahm den Vornamen Louis an. Laut Hubert Lang wurde Tolhausen „berufen, das öffentliche Bildungssystem in Moldawien (Fürstentum Moldau) zu organisieren. Der Prinzregent Michael Stourdza ernannte ihn zum Rektor der 1834 neu gegründeten Akademie (Academia Mihăileană, heute Universität Alexandru Ioan Cuza Iași) in Iași, wo er 1839 den Lehrstuhl für französische Sprache und Literatur übernahm“. Tolhausen war bis 1881 Generalkonsul Frankreichs in Leipzig. Er erarbeitete im Ruhestand ein bedeutendes zweisprachiges Wörterbuch mit Spanisch, das 1888 und 1889 in zwei Bänden im Verlag von Christian Bernhard Tauchnitz erschien und bis 1928 zehn Auflagen erlebte. Er war Offizier der Ehrenlegion.

## Werke
- (Mitarbeiter) Alexander Tolhausen, Technologisches Wörterbuch in französischer, deutscher und englischer Sprache enthaltend über 90.000 technische Ausdrücke und Redensarten, die in Kunst, Gewerbe und Handel vorkommen, 2. Auflage, 3 Bde., Leipzig,  Bernhard Tauchnitz, 1874–1877, 10. Auflage, 1929 (die erste Auflage von Alexander Tolhausen und Charles Durand Gardissal, Dictionnaire technologique, 3 Bde., F-E-D, E-F-D, D-E-F, Paris, 1854–1855, 1864).
  - 1. Französisch – Deutsch – Englisch, 1877
  - 2. Englisch – Deutsch – Französisch, 1874
  - 3. Deutsch – Englisch – Französisch, 1876
- Neues spanisch-deutsches und deutsch-spanisches Wörterbuch, 2 Bde., Leipzig, Tauchnitz, 1888–1889.